# Бабурин, Дмитрий Сергеевич
Дми́трий Серге́евич Бабу́рин (8 (21) сентября 1909 года, д. Сумароково, Рузского уезда Московской губернии — 5 декабря 1982 года, Московская область) — советский историк. Кандидат исторических наук (1939), профессор (1961). Майор.

## Биография
Родился в деревне Сумароково Рузского уезда Московской губернии в крестьянской семье, в которой был третьим ребёнком.
В 1920-х годах стал комсомольцем. Занимался агитационной работой в деревнях, был корреспондентом местной многотиражки.
В 1927—1930 годах учился в Московском педагогическом техникуме имени Профинтерна, который успешно окончил. В октябре 1932 года окончил также школу авиаспециалистов в Монино по специальности летчика-наблюдателя и авиатехника.
С 1932 года преподавал историю и обществоведение в средних школах № 344 и № 346 Бауманского района Москвы. В школе № 346 был директором в 1938—1939 годах. С 1932 года — член ВКП(б).
Параллельно с работой в образовании Бабурин активно готовил себя к исследовательской работе. В 1931 году был организован Высший коммунистический институт просвещения (ВКИП) — научно-учебное заведение, готовившее научных работников и преподавателей педагогических дисциплин для вузов и руководящих работников системы народного образования с трехлетним сроком обучения. Д. С. Бабурин окончил его в 1934 году.

### В Московском историко-архивном институте и Главном архивном управлении НКВД СССР (1934—1947)
- 1934—1938 — аспирант Московского историко-архивного института (МИАИ).
- 1938—1941 — преподаватель, доцент кафедры истории СССР в МИАИ, заместитель директора и некоторое время и. о. директора института.
- 1941—1944 — председатель Центральной экспертно-проверочной комиссии (ЦЭПК), начальник отдела комплектования Главного архивного управления (Управления государственных архивов) НКВД СССР.
- 1944—1947 — директор Историко-архивного института Главного архивного управления НКВД СССР.

В 1934 году, успешно выдержав конкурсные испытания, Д. С. Бабурин, несмотря на отсутствие высшего образования, был принят в аспирантуру Московского историко-архивного института, где учился под руководством профессоров П. Г. Любомирова и Ю. В. Готье. Окончив аспирантуру, Бабурин получил звание учителя средней школы, а 7 января 1939 года он успешно защитил кандидатскую диссертацию. Это была, наряду с работой М. С. Френкеля, одна из первых диссертаций, защищённых в Историко-архивном институте. Опубликованная на основе диссертации монография стала первой в серии трудов Историко-архивного института.
Ещё до защиты диссертации Д. С. Бабурин начал преподавательскую деятельность в Историко-архивном институте. В тяжелое время идеологических «чисток» и передачи института (вместе со всем архивным делом) в ведение НКВД, Бабурин в начале 1939 года занял должность заместителя директора МИАИ по учебной работе (по другим документам — по учебной и научной работе). К этому времени относится выговор, вынесенный ему по партийной линии за то, что, вступая в партию, Бабурин скрыл, что его отец перед революцией некоторое время занимался мелкой торговлей, а значит, был «торговцем-спекулянтом». Ставился вопрос об увольнении Бабурина из института, однако этого не произошло. Напротив, после того как 16 июня 1939 года был снят с работы директор ИАИ К. С. Гулевич, Бабурин несколько месяцев исполнял обязанности директора института.
В 1941 году Бабурин покинул МИАИ и был назначен председателем Центральной экспертно-проверочной комиссии Главного архивного управления НКВД СССР (ЦЭПК ГАУ НКВД; архивное дело в СССР с 1938 по 1960 год было подчинено ведомству внутренних дел), главными задачами которой были проведение экспертизы документов, определение сроков их хранения и уничтожения, а также контроль над деятельностью экспертных комиссий архивов. При непосредственном участии главы ЦЭПК был создан Центральный государственный архив РСФСР Дальнего Востока в Томске на основе архивных фондов, эвакуированных их Хабаровска; в ряде архивов организованы отделы для хранения документов, связанных с Великой Отечественной войной.
В августе 1943 года научный совет Управления государственных архивов (УГА; так в 1941—1944 годах называлось Главное архивное управление) НКВД СССР обсуждал проблемы комплектования государственного архивного фонда. Центральным событием обсуждения был доклад Д. С. Бабурина «О научных принципах и практических задачах по комплектованию Государственного архивного фонда», содержавший в себе инициативу создания в УГА специального научного центра с целью разработки вопросов научно-исторической экспертизы документов. Вскоре на основании содержавшихся в докладе предложений был организован отдел комплектования, возглавленный Бабуриным.
В конце 1944 года Бабурин был вновь переведён на работу в Московский историко-архивный институт, став его директором. Во многом благодаря ему этот полузакрытый вуз в системе НКВД, занимавшийся подготовкой архивистов-практиков, стал одним из центров исторической науки, где работали многие выдающиеся ученые-историки. Однако здоровье оставляло желать лучшего: Бабурин заболел тяжёлой формой туберкулёза и летом 1947 года был по состоянию здоровья освобождён от должности директора ИАИ и уволен в запас из органов МВД в звании майора (приказ министра внутренних дел СССР № 1004 от 22 июля 1947 года).

### В МГПИ им. В. П. Потёмкина и МГПИ им. В. И. Ленина (1951—1982)
- 1948—1950 — докторант Института истории АН СССР.
- 1950—1951 — младший научный сотрудник в Институте востоковедения АН СССР.
- 1951—1960 — доцент кафедры истории СССР, декан исторического и историко-филологического факультета Московского городского педагогического института им. В. П. Потёмкина.
- 1960—1982 — доцент (до 1961), профессор (1961—1976), профессор-консультант (с 1976) кафедры истории СССР исторического факультета Московского государственного педагогического института им. В. И. Ленина; в 1971—1976 годах — заведующий кафедрой.

Тяжелая болезнь надолго заставила Д. С. Бабурина прекратить активную деятельность. Он перенёс тяжелую операцию, лишился легкого и несколько месяцев находился между жизнью и смертью, став инвалидом и практически не вставая с постели. Оправившись после болезни, Бабурин в 1948 году поступил в докторантуру Института истории АН СССР, подготовил к защите докторскую диссертацию. Однако из-за негативных отзывов на монографию по истории советских государственных учреждений и запрета на её публикацию Бабурин вынужден был в 1950 году отказаться от защиты докторской диссертации и покинуть Институт истории. Некоторое время он работал младшим научным сотрудником в Институте востоковедения АН СССР.
В 1951 году Д. С. Бабурин сумел добиться перевода на кафедру истории СССР исторического факультета Московского городского педагогического института им. В. П. Потёмкина, которую возглавлял тогда академик И. И. Минц, и вернуться к преподавательской деятельности. Собравшая сильный профессорско-преподавательский коллектив, кафедра стала для Бабурина многолетним местом научной и преподавательской работы. Вскоре он стал деканом исторического (с 1958 года — историко-филологического) факультета и занимал эту должность вплоть до 1960 года, когда МГПИ им. В. П. Потёмкина был объединен с ведущим педагогическим вузом СССР — Московским государственным педагогическим институтом им. В. И. Ленина.
При объединении коллективов историко-филологических факультетов двух институтов объединенную кафедру истории СССР возглавил академик И. И. Минц, а Д. С. Бабурин стал его заместителем. Слияние двух кафедральных коллективов, один из которых (МГПИ им. В. И. Ленина) славился добротной организацией учебно-воспитательного процесса, а другой (МГПИ им. В. П. Потемкина) — научно-исследовательской деятельностью, помимо понятных проблем, привело также к становлению одной из наиболее сильных исторических кафедр среди педагогических вузов страны. В 1961 году Бабурин стал профессором, а в 1971 году — сменил И. И. Минца на посту заведующего кафедрой, которую возглавлял на протяжении пяти лет (1971—1976).
За время руководства кафедрой истории СССР Д. С. Бабурин сумел укрепить её научный и преподавательский потенциал: на кафедру были приглашены работать такие уже тогда или впоследствии известные историки, как Н. И. Павленко, В. Б. Кобрин, А. Г. Кузьмин, В. Г. Тюкавкин (ставший преемником Бабурина на посту заведующего кафедрой), Л. М. Ляшенко, А. Ф. Киселёв. Значителен и список личных учеников Бабурина, под его руководством было защищено более 40 кандидатских диссертаций, хотя сам он докторскую диссертацию так и не защитил.
Умер в 1982 году. Похоронен на Митинском кладбище.

## Научная работа
При поступлении в аспирантуру Д. С. Бабурин избрал своей научной специальностью историю государственных учреждений дореволюционной России и занялся исследованием Мануфактур-коллегии. На эту тему была написана кандидатская диссертация, позже опубликованная как «Очерки по истории Мануфактур-коллегии» (1939). Эта работа была первым в советской историографии систематическим исследованием политики российской монархии XVIII столетия в области промышленности.
В конце 1930-х годов написал для многотомной «Истории СССР», работа над которой велась в АН СССР, несколько разделов, посвященных государственным реформам первой половины XVIII века. В те же предвоенные годы под редакцией Бабурина был опубликован первый в СССР учебник по истории архивного дела, а в 1940 году на стеклографе было размножено фундаментальное учебное пособие по истории государственных учреждений России, на протяжении многих лет остававшееся единственным по данной проблематике, а сам Бабурин уже в начале 1940-х годов приобрел авторитет серьезного историка-архивоведа.
В годы работы в Государственном архивном управлении (1941—1944) под руководством Бабурина было разработано несколько руководящих и справочных материалов по комплектованию архивов, документоведению и исторической экспертизе документальных материалов. В числе прочего были подготовлены «Перечень типовых документальных материалов, образующихся в деятельности народных комиссариатов и других учреждений, организаций и предприятий Союза ССР с указанием срока хранения материалов» (1943) и путеводители по государственным архивам СССР.
В те же годы Бабурин написал несколько работ по истории Всероссийской чрезвычайной комиссии, о гражданской войне в Семиречье. Позже, уйдя с руководящей работы и победив болезнь, Бабурин подготовил монографию по истории советских государственных учреждений — теме, с которой была связана его докторская диссертация. В 1950 году монография была готова к выходу в свет, но её вёрстка была рассыпана, так как в работе были усмотрены отход от «интернационалистических позиций» и «апологетика» некоторых позже репрессированных государственных деятелей первых лет советской власти (сохранилось только два тома переплетной вёрстки). Вместе с монографией был поставлен крест и на докторской диссертации.

Ученик Д. С. Бабурина А. Ф. Киселёв вспоминал: 
У Дмитрия Сергеевича было много мыслей, которые не вписывались в советскую историографию. Ученый в нём преобладал, и глубоко жаль, что в те времена этот светлый ум не имел возможности излагать свои размышления в статьях и книгах, но он верил, что у нас все получится, и потому буквально пестовал каждого.

## Семья
В 1930 году женился на Татьяне Степановне Колокольчиковой, с которой прожил более 50 лет.
Дочери: Ольга и Наталья.

## Основные работы
- Бабурин Д. С. Материалы к обзору фондов Мануфактур-коллегии и Мануфактур-конторы // Архивное дело. — 1937. — № 2 (43).
- Бабурин Д. С. Очерки по истории Мануфактур-коллегии. — М.: Тип. им. Воровского, 1939. — 392 с.
- История государственных учреждений СССР 1917—1922 гг. — 1946-[1956].
- Материалы к истории ВЧК. / Сост. Д. С. Бабурин. — М., 1947
- Бабурин Д. С. Из истории гражданской войны в Семиречье. // Труды историко-архивного института. Т. 3 . — М., 1947.
- Народный комиссариат по делам национальностей в первый период его деятельности. — 1953 (1946 - 1963).
- Бабурин Д. С. Реформа высших и центральных органов государственного управления. // Очерки истории СССР: Период феодализма: Россия в первой четверти XVIII в. Преобразования Петра I — М.: Изд-во АН СССР, 1954. — С. 291—317.
- Бабурин Д. С. Наркомпрод в первые годы Советской власти. // Исторические записки. Т. 61. — М., 1957. — С. 333—369.